# Рутткаи, Ева
Ева Ру́тткаи (венг. Ruttkai Éva, 31 декабря 1927, Будапешт, Венгрия — 27 сентября 1986, Будапешт, Венгрия) — венгерская актриса.

## Биография
Ева Рутткаи (при рождении — Ева Рушш) родилась 31 декабря 1927 года в Будапеште. Ева была шестым ребёнком в семье, но лишь она и её братья Иван и Отто достигли совершеннолетия. Семья с трудом сводила концы с концами, и два её брата работали актёрами — детьми в театре. Ева присоединилась к ним, когда ей было всего два года. Вместе с братом Иваном она работала в будапештском Театре комедии, затем в детском театре Артура Лакнера. Там она встретилась с такими известными венгерскими актёрами, как Лили Дарваш и Артур Шомлаи.
На неё обратил внимание директор Театра комедии Даниэль Йоб, и контракт с этим театром она заключила в 16-летнем возрасте. В Театре комедии Ева Рутткаи проработала до самой смерти в 1986 году, за исключением короткого периода с 1948 по 1951 год, когда она играла в Национальном театре.
В 1948—1986 гг. снялась более чем в 50 художественных фильмах, а также почти в трех десятках телевизионных фильмов и телеспектаклей.
Через полгода после своего последнего выхода на сцену Ева Рутткаи умерла 27 сентября 1986 года. Похоронена на кладбище Фаркашрети в Будапеште.

## Творчество

### Роли в театре
Дебют Евы Рутткаи как профессиональной театральной актрисы состоялся в 1945 в Театре комедии («Вигсинхаз») в роли Эмили («Наш городок» по Т. Уайлдеру). Известность актрисе принесли прежде всего лирические роли, среди которых следует отметить такие, как Луиза («Коварство и любовь» Ф. Шиллера), Роксана («Сирано де Бержерак» Э. Ростана), Наташа («Счастье», инсценировка романа П. Павленко).
Характерная внешность, изящество, глубина внутреннего перевоплощения дали Еве Рутткаи возможность создать образы как Наташи Ростовой («Война и мир» по Л. Толстому) и Джульетты («Ромео и Джульетта» У. Шекспира), так и Мэгги («Кошка на раскалённой крыше» Т. Уильямса) или Зилии («Немой рыцарь» Е. Хельтаи), а также насмешливых героинь комедий Ф. Мольнара.
Яркий темперамент, отточенное мастерство перевоплощения, широкий актёрский диапазон — главные черты блестящего драматического дарования Евы Рутткаи.

### Роли в кино

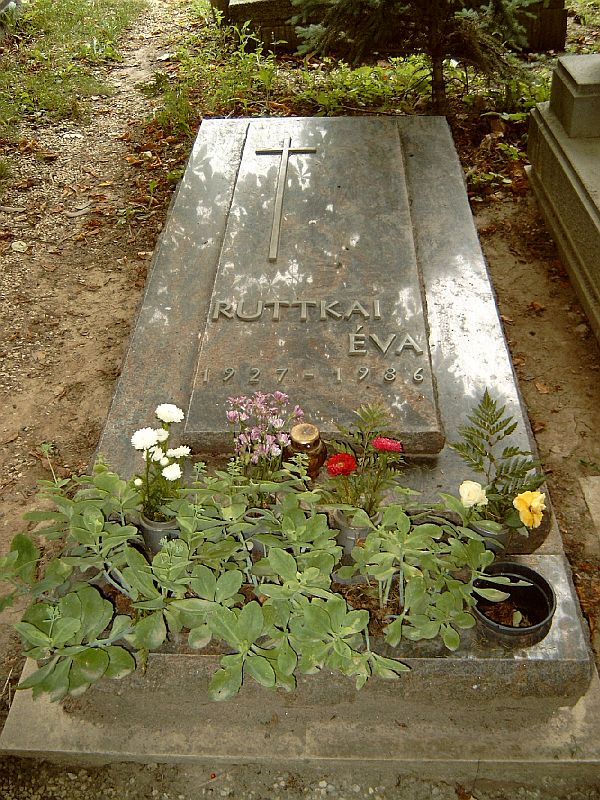
Могила Евы Руткаи

Данные качества актрисы сполна проявились и на киноэкране. Славу и популярность не только в Венгрии, но и за её пределами, принесло Еве Рутткаи исполнение характерных и комедийных ролей в кино. Наиболее яркие из них — Юлика в фильме «Кружка пива» (1955 г.), Вика («В полночь», 1957 г.), Кати в комедии «История моей глупости» (1965 г.), учительница Марта Вег в детективе «Фальшивая Изабелла» (1968 г.), Ленке в фильме «Синдбад» (1971 г.).

## Личная жизнь
В 1950 году Ева Рутткаи вышла замуж за актёра Национального театра Миклоша Габора, в браке с которым в 1952 году родилась их дочь Юлия.
В 1960 году на репетиции пьесы Павла Когоута «Такая любовь» в Мишкольце Ева Рутткаи встретилась с выдающимся венгерским актёром Золтаном Латиновичем, в которого влюбилась и с которым стала жить вместе до самой смерти Латиновича в 1976 году.

## Фильмография
- 1934 — Лиловая акация / Lila akác
- 1947 — Осада Бестерце / Beszterce ostroma (Ancsura)
- 1949 — Матьи Лудаш / Lúdas Matyi (Gyöngyi - Döbrögy lánya)
- 1949 — Сабо / Szabóné
- 1950 — Счастье Каталины Киш / Kis Katalin házassága (Vilcsi)
- 1950 — Странный брак / Különös házasság (Katica)
- 1951 — Ненужная месть / A selejt bosszúja (Manci)
- 1954 — Я и мой дедушка / Én és a nagyapám (Margit néni)
- 1955 — Лилиомфи / Liliomfi (Erzsi)
- 1955 — Будапештская весна / Budapesti tavasz
- 1955 — Кружка пива / Egy pikoló világos (Cséri Juli)
- 1955 — Особая примета / Különös ismertetöjel (Eszti)
- 1956 — Праздничный ужин / Ünnepi vacsora (Klári)
- 1956 — Горькая правда / Keserü igazság (Klári)
- 1957 — По приказу императора / A császár parancsára (Lotte)
- 1957 — Сказка о 12 очках / Mese a 12 találatról (Kató, tornatanárnõ)
- 1957 — В полночь / Éjfélkor (Dekany Viktoria)
- 1958 — Egyiptomi útijegyzetek (Narrátor)
- 1958 — Соляной столб / Sóbálvány (Elzi)
- 1958 — Что за ночь! / Micsoda éjszaka! (Vera)
- 1958 — Домашняя обувь / Papucs (Júlia)
- 1958 — Idegen utcában (Judit)
- 1959 — Меч и кости / Kard és kocka (Jozefa)
- 1959 — Бессонные годы / Álmatlan évek (Vilma)
- 1960 —  Осмелюсь доложить / Alázatosan jelentem (Anna)
- 1960 — Безликий город / Az arc nélküli város (Vali, Galetta felesége)
- 1960 — Три звезды / Három csillag (Mari)
- 1961 — Автор сегодня умрет / A szerzö ma meghal
- 1962 — Пока не наступит завтра / Amíg holnap lesz (Szabó Viola)
- 1962 — Воскресенье в будний день / Pirosbetűs hétköznapok (Klement Klára)
- 1962 —  Последний ужин / Az utolsó vacsora (Jesszi)

- 1963 — Фото Хабера / Fotó Háber  (Ани Барабаш)
- 1963 — Женщина в посёлке / Asszony a telepen (Éva, özvegy Szekeresné)
- 1965 — История моей глупости / Butaságom története (Кати)
- 1966 — Венгерский набоб / Egy magyar nábob (Флора Эсеки)
- 1966 — Судьба Золтана Карпати / Kárpáthy Zoltán (Флора Сент-Ирмаи)
- 1966 — Лиха беда начало / Minden kezdet nehéz
- 1966 — Légy ügyes a szerelemben! (Araminte)
- 1967 — Крестины / Keresztelö (Dóra)
- 1967 — Мумия вмешивается / A múmia közbeszól (Françoise Chantal / Hidegarcú Hölgy)
- 1968 — Карточный домик / Kártyavár (Zizi)
- 1968 — Этюд о женщинах / Tanulmány a nökröl (Éva, Balogh felesége)
- 1968 — Звёзды Эгера / Egri csillagok (королева Изабелла)
- 1968 — Рыцари «Золотой перчатки» / Az aranykesztyü lovagjai (мини-сериал, Миссис Гаррисон)
- 1968 — Фальшивая Изабелла / A hamis Izabella (учительница Марта Вег)
- 1968 — Кира Георгиевна / Kira Georgievna (Kira Georgievna)
- 1969 — Альфа-Ромео и Джульетта / Alfa Romeó és Júlia (Dr. Szabó Júlia)
- 1969 — Путешествие вокруг моего черепа / Utazás a koponyám körül (Karinthy felesége)
- 1969 — Комедия на крыше / Komédia a tetön (Klári)
- 1969 — Я, Ференц Пренн / Én, Prenn Ferenc (мини-сериал)
- 1969 — Минувшее лето / Régi nyár (Mária Koháry, actress)
- 1970 — История и частная жизнь / Történelmi magánügyek (Terényi Mária)
- 1970 — Только один телефонный звонок / Csak egy telefon (Ágostonné, Éva)
- 1970 — Музыкальный телетеатр / Zenés TV színház (сериал, Böske)
- 1974 — Синдбад / Szindbád (Ленке)
- 1975 — Когда придет Йожеф / Ha megjön József (Ágnes, József anyja)
- 1975 — Учёные женщины / Tudós nök (Philaminte)
- 1976 — Лабиринт / Labirintus (Mara, színésznõ / Anna)
- 1986 — Фантастическая тётушка / A fantasztikus nagynéni (Амалия)
- 1988 — Миссия в Эвиан / Küldetés Evianba (Selma Selig)

## Звания, награды
- Заслуженная артистка ВНР — 1966 год.
- Народная артистка ВНР — 1971 год
- Лауреат Национальной премии имени Лайоша Кошута 2-й степени — 1960 год
- Лауреат Премии имени Мари Ясаи — дважды, в 1955 и 1959 гг..
- Лауреат премии Национального совета профсоюзов Венгрии[венг.] — 1984 год